# Francis Bernard, 1. Baronet

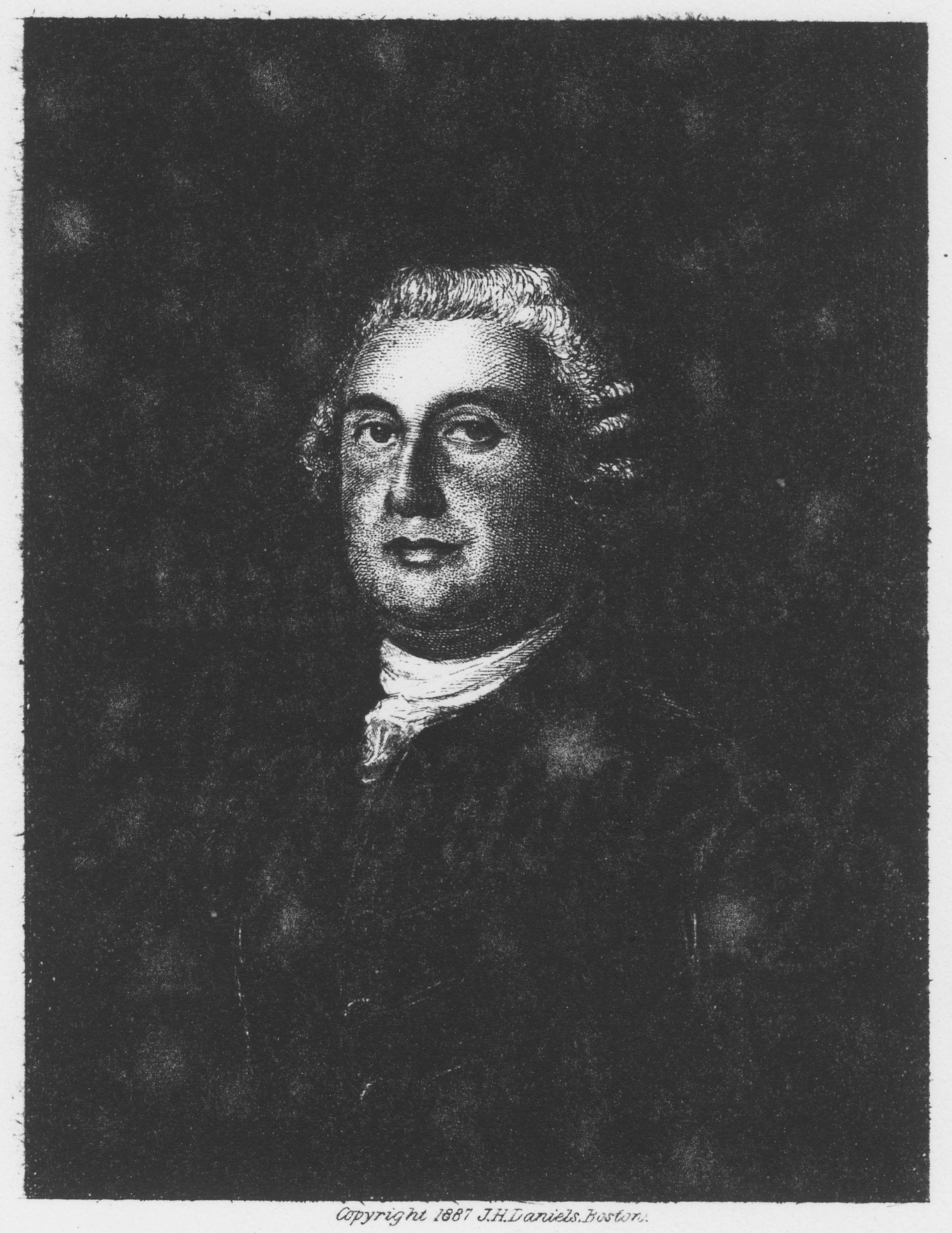
Francis Bernard (1767)

Sir Francis Bernard, 1st Baronet (getauft am 12. Juli 1712 in Brightwell-cum-Sotwel in der heutigen Grafschaft Oxfordshire, England; † 16. Juni 1779 in Nether Winchendon, Buckinghamshire, England) war ein englischer Kolonialbeamter und Gouverneur der Province of New Jersey sowie der Province of Massachusetts Bay.

## Lebenslauf
Nach dem frühen Tod seiner Eltern wuchs Francis Bernard bei einer Tante auf. Später studierte er unter anderem am zur University of Oxford gehörenden College Christ Church. Nach einem späteren Jurastudium wurde er 1737 als Rechtsanwalt zugelassen. Er ließ sich in Lincoln nieder, wo er als Rechtsanwalt praktizierte. Im Dezember 1741 heiratete er Amelia Offley, mit der er zahlreiche Kinder hatte. Im Jahr 1757 lebten acht dieser Kinder.
Über familiäre Beziehungen verschaffte sich Bernard die Ernennung zum Kolonialgouverneur der Province of New Jersey. Dieses Amt bekleidete er als Nachfolger von John Reading zwischen dem 27. Januar 1758 und dem 4. Juli 1760. Diese Zeit war von den Ereignissen des Siebenjährigen Krieges überschattet. Es gelang ihm durch geschickte Abkommen mit den Indianern, deren Überfälle zu minimieren und damit Kräfte für den Krieg gegen die Franzosen freizumachen. Wiederum durch seine Beziehungen in London wurde er zum Kolonialgouverneur der Kronkolonie Province of Massachusetts Bay ernannt. Dieses Amt hatte er zwischen dem 2. August 1760 und dem 1. August 1769 inne. Im Gegensatz zu seiner Zeit in New Jersey hatte Bernard in Massachusetts sowohl mit dem kolonialen Parlament als auch mit den Kolonisten erhebliche Probleme. Er musste in den 1760er-Jahren die von den Kolonisten verhassten Gesetze wie z. B. den Sugar Act oder den Stamp Act durchsetzen und wurde dadurch immer unbeliebter. Auch die Townshend Acts gehörten in die Reihe unbeliebter britischer Gesetze, die der Gouverneur entschieden durchzusetzen versuchte.
Es gab noch mehr Streitpunkte zwischen dem kolonialen Parlament und den Einwohnern einerseits und dem Gouverneur auf der anderen Seite. Damals wurde ein entscheidender Grundstein für die spätere Amerikanische Revolution gelegt. Es war kein Zufall, dass ausgerechnet im Hafen von Boston mit der Boston Tea Party eine der ersten größeren Protestaktionen in Richtung Unabhängigkeit von Großbritannien ausging. An diesen späteren Ereignissen hatte der Gouverneur eine Mitschuld, auch wenn die Gesetze selbst aus London kamen. Er stellte sich hinter die Regierung in London und setzte sich nicht für die Belange seiner Kolonie ein. Schließlich bat das koloniale Parlament um seine Abberufung. Als das Verhältnis zwischen der Kolonie und seinem Gouverneur immer schlechter wurde, wurde dieser tatsächlich abberufen. Das Amt des Kolonialgouverneurs fiel an seinen bisherigen Vizegouverneur Thomas Hutchinson. In England strebte er eine Rehabilitierung an, die ihm auch gewährt wurde. Er kehrte aber nicht mehr auf seinen Posten in Massachusetts zurück, sondern erhielt eine Pension. Außerdem wurde er in den Adelsstand erhoben. Für einige Zeit war er Berater der Londoner Regierung, die er zu einem harten Kurs gegenüber der Kolonie Massachusetts ermutigte. Im Jahr 1771 erlitt er einen Schlaganfall. Sir Francis Bernard starb am 16. Juni 1779.